# Guivat Haïm Ihoud
Guivat Haïm Ihoud (hébreu : גבעת חיים (איחוד), lit. la colline de la vie - union) est un kibboutz situé à côté de Hadera, dans le conseil régional de la vallée de Hefer. En 2019 sa population s'élève à 1176 habitants.
Il a été fondé en 1952 par des membres du kibboutz Guivat Haïm (fondé en 1932), à la suite d'une scission au sein de ce kibboutz, et auxquels se sont joints des membres du kibboutz Kfar Szold situé en Galilée.

## Économie
Ce kibboutz agricole est aussi le siège de la société Prigat qui fabrique des jus de fruits.

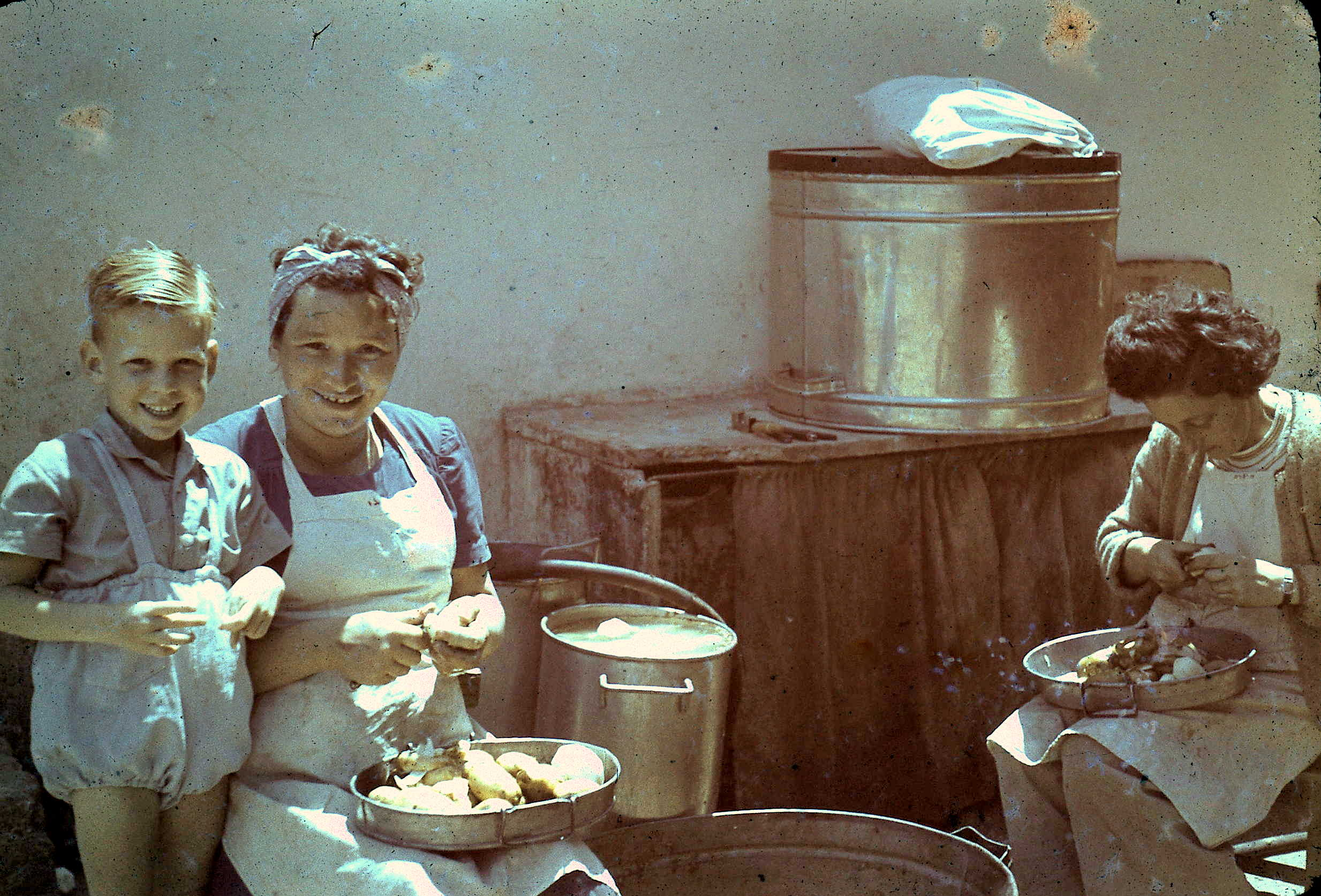
Deux femmes au travail dans la cuisine du kibboutz : à droite Nurit Refaeli et à gauche Deborah Rashbam avec son fils Amos